# Iwan Sziszkow
Iwan Dimitrow Sziszkow (bułg. Иван Димитров Шишков; ur. 14 września 1963 w Sofii) – bułgarski architekt, w latach 2022–2023 minister rozwoju regionalnego i robót publicznych.

## Życiorys
W 1990 ukończył studia z zakresu architektury w wyższym instytucie architektury i budownictwa, na bazie którego powstał Uniwersytet Architektury, Budownictwa i Geodezji w Sofii (UASG). Podjął praktykę w zawodzie architekta. Pracował w przedsiębiorstwach projektowych, był głównym architektem gminy Dragoman, a także rejonów Bankja i Triadica. Udzielał się jako ekspert w organach zajmujących się kwestiami zagospodarowania i planowania przestrzennego. W okresie gabinetów Stefana Janewa był doradcą ministra oraz wiceministrem w resorcie rozwoju regionalnego i robót publicznych.
W sierpniu 2022 został ministrem rozwoju regionalnego i robót publicznych w powołanym wówczas przejściowym rządzie Gyłyba Donewa. Utrzymał tę funkcję również w utworzonym w lutym 2023 drugim technicznym gabinecie tego samego premiera. Zakończył urzędowanie w czerwcu 2023.